# Estela del portador del cactus
L′estela del portador del cactus és un monòlit o escultura en pedra d'una sola peça, pertanyent a la cultura chavín del Perú (del 1200 ae al 400 ae) i que roman en el seu emplaçament originari, al costat nord-oest de la plaça Circular del jaciment arqueològic de Chavín de Huántar. La importància d'aquesta estela rau que és la troballa iconogràfica més clara respecte a l'ús ancestral del cactus Echinopsis pachanoi als Andes. El cactus és l'element central dins de les pràctiques rituals del curanderisme del nord, pràctica que es duu a terme fins hui a la part nord-occidental de Perú, a les zones de Cajamarca, La Libertad, Lambayeque, Piura i Tumbes.
L′estela del portador del cactus no era la primera troballa arqueològica del Perú relacionada amb la representació del cactus: en llocs com Tembladera i Cupisnique s'han trobat més de 32 representacions en ceràmiques d'aquest cactus associat a fèlids amb taques, serps i aus rapinyaires. També se n'han trobat representacions en tèxtils, com les del tèxtil xamànic dels voltants de Carhua a la província de Pisco, Ica.

## Descobriment
La làpida formava part del descobriment de la plaça Circular que realitzà l'equip dirigit per l'arqueòleg peruà Luis Guillermo Lumbreras al 1972, dins del Projecte Chavín de Recerques Arqueològiques, dut a terme entre 1966 i 1973.

## Ubicació

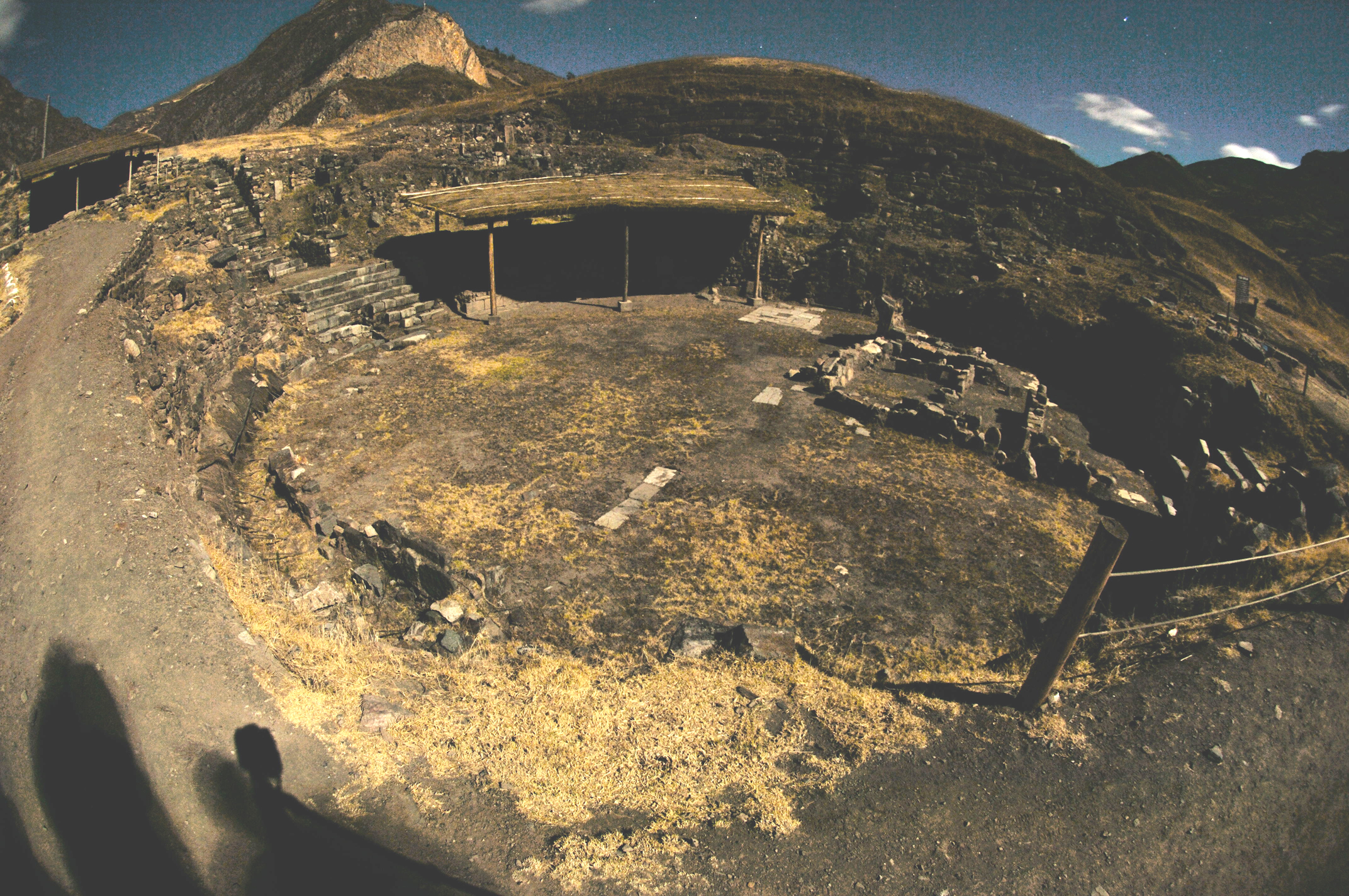
Plaza Circular en Chavín de Huántar, de 21 m de diàmetre. Al quadrant nord-oest hi ha les sis làpides trobades el 1972. La més a la dreta és la del Portador del cactus.

La plaça Circular de Chavín de Huántar és enfront de l'edifici B; està mig enfonsada amb una profunditat de 2,5 m; té dos accessos (a l'est i oest) i un diàmetre de 21 m. La làpida del Portador del cactus aparegué al costat d'altres quatre làpides i en total sembla que n'hi havia 28 en cada quadrant dels hemicicles de la plaça.
Les làpides del quadrant nord-oest mostren éssers antropomorfs com si caminaren en una processó de dreta a esquerra cap a l'escala est; tots porten algun objecte a la mà. Sota aquesta filada de làpides de 80 x 70 cm n'hi ha una altra de rectangulars de 36 x 69 cm amb representacions de felins amb clapes, també avançant en la mateixa direcció que els éssers representats a la filada superior.

## Disseny
L'estela mostra un ésser antropomorf amb cabells de serps, boca amb ullals, un cinyell amb una serp de dos caps i arpes; a la mà dreta sosté un cactus de quatre nervadures.

La descripció que fa Lumbreras de la làpida és:
| «                                                                       | "El personatge no té un rostre humà, tot i que podria dur una màscara, en què l'element més destacat són uns ullals gruixuts que ixen dels llavis d'una boca de comissura prou gran. El tocat és interessant; no té l'aspecte de corona metàl·lica de les tres primeres esteles i més aviat sembla un turbant o una cabellera trenada que es perllonga per l'esquena, on els cabells esdevenen serps, tant els que són dalt del front com els que cauen darrere. ... Les orelles no tenen orelleres ni anelles i té les celles arrufades i, finalment, els llavis s'allarguen molt més enllà de la boca. Els ullals són corbats cap enrere i punxegut; les altres dents són en bloc, com les dels humans, tret de les del final de la boca, on es dobleguen els llavis i apareixen triangulars i exemptes. La nineta dels ulls subrectangulars és excèntrica i mira amunt. No té celles. Del coll penja una esclavina i a la cintura hi ha una banda d'on pengen dues serps. Les ungles de les mans i els peus són 3 arpes a les primeres i dos als segons. Duu polseres i braçals. La mà esquerra està pegada al tòrax i amb la dreta sosté el cactus. A l'esquena hi ha un element semblant als "mantells" dels músics, però que bé podrien ser atributs alats". | » |
| — Luis Guillermo Lumbreras, Chavín: excavacions arqueològiques I (2007) | |   |